# توريت ليفينس
توريت ليفين (بالفرنسية: Tourrette-Levens)‏ هي بلدية فرنسية تقع في إقليم الألب البحرية من منطقة بروفنس ألب كوت دازور في جنوب شرق فرنسا. تبلغ مساحة هذه المدينة 16.5 (كم²)، وترتفع عن سطح البحر 390 م، يبلغ عدد سكانها 4728 نسمة حسب إحصاء المعهد الوطني للإحصاء والدراسات الاقتصادية سنة 2009 م. وترأس Alain Frère البلدية خلال فترة (2008-2014).

## وصلات خارجية
- صفحة البلدية على موقع المعهد الوطني للإحصاء والدراسات الاقتصادية